# Mogens Jørgensen
Mogens Henri Jørgensen (født 26. februar 1914 i København, død 31. juli 2007 smst.) var en dansk maler.
Mogens Jørgensen var søn af vinhandleren og grossisten Charles Valdemar Jørgensen (1873-1950) og Ellen Westergaard (1883-1957). Han uddannede sig hos Peter Rostrup Bøyesen i perioden 1932-33 og på Det Kongelige Danske Kunstakademi i 1941. Han debuterede på Kunstnernes efterårsudstilling i København i 1938.
Han har gjort sig kendt for fra midten af 1950-talen at lave omkring 25 udsmykninger i kirker i Danmark og i Sverige, deriblandt glasmosaikker, altertavler, kirkeduge med mere. Hans mest kendte værk er de 950 kvadratmeter store glasmosaikker på de fire vægge i kirkerummet i Tibble Kirke (sv) i Täby kommune ved Stockholm. Han fik i 1984 Eckersbergmedaljen. Han er også kendt for at have lavet en del bogomslag. Det mest kendte er nok "Øst for Paradis" af John Steinbeck som er udgivet i Danmark i 1953.
Mogens Jørgensen giftede sig i 1944 med den svensk-danske billedkunstner og arkitekt Gudrun Steenberg (1914-98), med hvem han havde et kunstnerisk samarbejde, blandt andet ved Tibble kirke.
Som hæder for hans glasmosaikker fra 1988 i Mariendal Kirke på Frederiksberg hedder et lokale i kirkens menighedshus Mogens Jørgensen-Salen.

## Udvalgte værker
- Hover Kirke ved Vejle
- Rejsby Kirke syd for Ribe
- Christianskirken i Kongens Lyngby
- Glasmalerier i Arlöv Kirke (sv)
- Fredenskirken i Viby
- Nørrelandskirken i Holstebro
- Værløse Kirke
- Mosaikvæg til Båring højskole i Asperup på Fyn i Danmark
- Glasmosaikker i Tibble kirke i Sverige, 1978
- Glasmosaikker i Mariendal Kirke på Frederiksberg, 1988
- Glasmosaik i Blågårds Kirke i København, 1993

## Udvalgt Bibliografi
- Mogens Jørgensen, Otto Norn med flere: Genskær - Kirkeudsmykninger og tekster af Mogens Jørgensen, Poul Kristensens Forlag 1988, ISBN 87-7851-075-9